# Krywka (Ukraina)
Krywka (ukr. Кривка) – wieś na Ukrainie, w obwodzie lwowskim, w rejonie samborskim (wcześniej w rejonie turczańskim). Liczy około 459 mieszkańców. Pierwsze wzmianki o wsi pochodzą z 1558. Od 1765 roku była wójtostwem.
Przywilejem szlacheckim z dnia 6 listopada 1754 roku z nadania króla Augusta III wieś należała do Jana Kajetana Jaworskiego (1720–1835), który był jej dożywotnim właścicielem. Zmarł 25 lutego 1835 roku w wieku 115 lat. Po śmierci właściciela wieś została przyłączona w 1837 do klucza borynieckiego.
W 1921 liczyła około 574 mieszkańców. Przed II wojną światową w granicach Polski, wchodziła w skład powiatu turczańskiego. W miejscowości była zlokalizowana Placówka Straży Celnej „Krywka”.

## Ważniejsze obiekty
- Cerkiew prawosławna
- Starsza cerkiew, greckokatolicka, z 1781 przeniesiona do Skansenu we Lwowie.